# 상업 승무원 수송 계획

상업 승무원 수송 계획 또는 상업 승무원 수송 프로그램(Commercial Crew Program, CCP)은 NASA와 계약을 맺고 국제 우주 정거장(ISS)을 오가는 상업적으로 운영되는 승무원 수송 서비스를 제공하며, 국제 우주 정거장 계획 탐사 사이에 승무원 순환을 실시한다. 미국 우주 제조업체인 스페이스X는 크루 드래곤(Crew Dragon) 우주선을 사용하여 2020년부터 서비스를 제공하기 시작했으며 NASA는 보잉 스타라이너(Boeing Starliner) 우주선이 2025년 이전에 작동하게 되면 보잉을 추가할 계획이다. NASA는 보잉과 6개의 작전 임무, 스페이스X와 14개의 임무를 계약하여 2030년까지 ISS 지원의 충분한 보장을 보장한다.
우주선은 공급업체가 소유하고 운영하며 승무원 수송은 NASA에 상용 서비스로 제공된다. 각 임무는 최대 4명의 우주 비행사를 ISS로 보낸다. 작전 비행은 약 6개월 동안 지속되는 임무를 위해 약 6개월에 한 번씩 이루어진다. 우주선은 임무 중에 ISS에 도킹된 상태로 유지되며 임무는 일반적으로 최소 며칠 정도 겹친다. 2011년 우주 왕복선의 퇴역과 2020년 CCP의 첫 번째 작전 임무 사이에 NASA는 우주비행사를 ISS로 수송하기 위해 소유스 계획에 의존했다.
크루 드래곤 우주선이 팰컨 9 블록 5 발사체 위에서 우주로 발사되고 캡슐은 플로리다 근처 바다의 스플래시 다운을 통해 지구로 돌아온다. 이 계획의 첫 번째 작전 임무인 스페이스X 크루-1은 2020년 11월 16일에 발사되었다. 보잉 스타라이너 우주선은 아틀라스 V N22 발사체 위에서 발사된 최종 시험 비행 후에 참여할 예정이다. 스플래시다운 대신 스타라이너 캡슐은 미국 서부의 지정된 4개 장소 중 한 곳에서 에어백과 함께 육지로 돌아오게 된다.
상업 승무원 수송 계획의 개발은 NASA가 ISS 승무원 순환을 수행하기 위한 승무원 차량의 내부 개발에서 ISS로의 수송을 위한 상업용 산업 개발로 전환하면서 2011년에 시작되었다. 다음 2년 동안 일련의 공개 경쟁을 통해 보잉, 블루 오리진, 시에라 네바다 및 스페이스X는 ISS 승무원 수송 차량에 대한 제안서를 개발하기 위한 입찰에 성공했다. 2014년 NASA는 각각의 시스템을 개발하고 우주 비행사를 ISS로 비행시키기 위해 보잉과 스페이스X에 별도의 고정 가격 계약을 체결했다. 각 계약에는 시스템에 대한 인간 평가를 달성하기 위해 패드 중단, 무인 궤도 테스트, 발사 중단 및 승무원 궤도 테스트 등 4번의 성공적인 시연이 필요했다. 작전 임무는 처음에는 2017년에 시작될 예정이었으며 임무는 두 공급자 간에 교대로 수행되었다. 지연으로 인해 NASA는 크루 드래곤 임무가 2020년에 시작될 때까지 소유스 MS-17까지 소유스 우주선에서 추가 좌석을 구매해야 했다. 크루 드래곤은 스타라이너가 2025년 이전에 작동될 때까지 모든 임무를 계속 처리한다.

## 타임라인
CCP 우주선 임무는 일반적으로 두 개가 동시에 도킹되는 짧은 간격으로 겹친다. 크루-2는 크루-3 발사가 예기치 않게 지연되었기 때문에 크루-3과 겹치지 않았다.

## 같이 보기
- 아르테미스 계획
- 팰컨 9 / 팰컨 헤비 발사 목록